# HD182718
HD182718 — хімічно пекулярна зоря спектрального класу
A й має видиму зоряну величину в смузі V приблизно  8,5.